# جغرافيا القمر

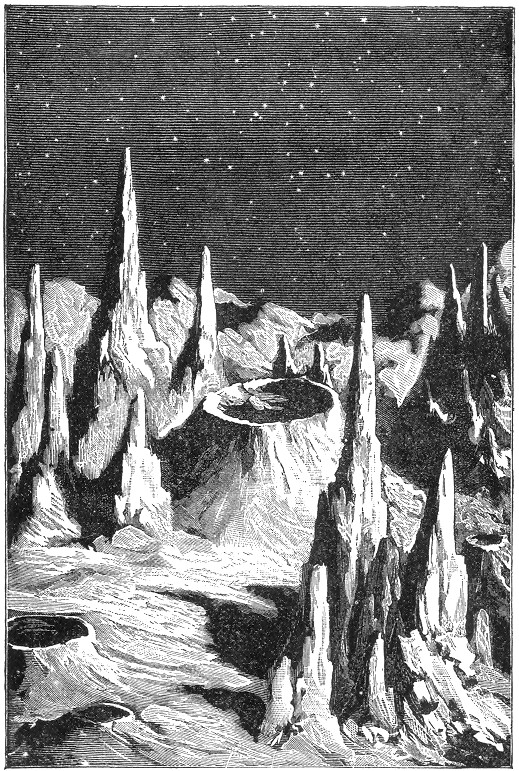
"يوم قمري" من كتاب استراحات فلكية، 1879.

جغرافيا القمر (بالإنجليزية: Selenography) هو علم دراسة سطح القمر وخصائصه الفيزيائية. قديمًا كان الاهتمام الرئيسي لعلماء جغرافيا القمر هو رسم خرائط القمر وتسمية المناطق الداكنة والفوهات وسلاسل الجبال وغيرها من المعالم المختلفة. قطعت هذه المهمة شوطًا كبيرًا عندما حصلوا على صور عالية الدقة للوجهين الأمامي والخلفي للقمر التقطتها مركبة فضائية في بدايات عصر التطور الفضائي. وعلى الرغم من ذلك لا تزال بعض مناطق القمر ذات دقة منخفضة في الصور الملتقطة (خاصة بالقرب من القطبين) والقياسات للعديد من السمات (مثل أعماق الفوهات) غير دقيقة. يعتبر علم جغرافيا القمر اليوم فرعًا ثانويًا من علم جيولوجيا القمر وهو ما يشار إليه في الغالب باسم «العلم القمري». كلمة السيلينوغرافي مشتقة من اسم إله القمر عند اليونان «سيلين».

## لمحة تاريخية
تعود الفكرة المطروحة عن سطح القمر بأنه متعرج وليس منبسطًا كلياً إلى عام 450 قبل الميلاد عندما أصرّ ديموقريطس أن «الجبال الشاهقة والوديان السحيقة» للقمر تثبت صحة ادعاءه. وبقي هذا الرأي حتى نهاية القرن الخامس عشر الميلادي إذ بدأت حينها الدراسات الجدية لجغرافيا القمر. في عام 1603، رسم ويليام جيلبرت أول خريطة قمرية بالاعتماد على النظر بالعين المجردة. وسرعان ما تبعه آخرون وعندما اختُرع التلسكوب وُضعت الخرائط الأولية التي تتسم بالدقة الضعيفة ولكن سرعان ما تحسنت بالتوازي مع تطور العدسات البصرية. في أوائل القرن الثامن عشر تمت مراقبة حركة القمر والتي كشفت أن أكثر من نصف سطح القمر كان مرئيًا بالنسبة للمراقبين على الأرض. وفي عام 1750 وضع جوهان ماير أول مجموعة إحداثيات قمرية سمحت للفلكيين بتحديد معالم القمر.
في عام 1779 أصبح مجال رسم الخرائط القمري يتخذ أسلوبًا منهجيًا عندما بدأ جوهان شروتر بإجراء القياسات والمراقبات الدقيقة لتضاريس القمر. في عام 1834 نشر جوهان هاينرش فون مادلر أول خريطة كبيرة للقمر تتألف من 4 صفحات ونشر بعد ذلك كتابه باسم جغرافيا القمر الشاملة. استندت جميع القياسات التي كانت تُجرى على القمر على المراقبة المباشرة حتى مارس من عام 1840 عندما أجرى جي دبليو دريبر عملية تصوير للقمر باستخدام ألواح فضية بقطر 5 إنش وبالتالي أضاف إلى علم الفلك أول صورة فوتوغرافية للقمر. كانت الصور الأولى ذات جودة ضعيفة للغاية ولكن كما حدث مع التلسكوبات قبل 200 عام فقد تحسنت جودتها هي الأخرى. بحلول عام 1890 أصبح التصوير القمري مجالًا فرعيًا معروفًا في علم الفلك.
شهد القرن العشرين مزيدًا من التقدم في جغرافيا القمر. في عام 1959 أرسلت المركبة الفضائية السوفيتية لونا 3 الصور الأولى للوجه الخلفي من القمر وبالتالي أعطت أول رؤية له في التاريخ. أطلقت الولايات المتحدة الأمريكية مركبة الفضاء رينجر بين عامي 1961 و1965 لتصوير سطح القمر قبل اصطدامها به بالإضافة إلى المركبات القمرية المدارية بين عامي 1966 و1967 لتصوير القمر من المدار والروبوتات الآلية بين عامي 1966 و1968 لتصوير القمر والهبوط على سطحه. قطعت المركبات الآلية لونوخود 1 عام 1970 ولونوخود 2 عام 1973 ما يقارب 50 كم من سطح القمر إذ التقطت صور مفصلة لسطحه. أتاحت المركبة الفضائية كليمنتين أول خريطة تقريبية لتضاريس سطح القمر وكذلك التقطت صور متعددة الأطياف. أرسلت البعثات المتعاقبة صورًا أكثر دقة.

## رسم الخرائط القمرية وتسمية المواقع الجغرافية له

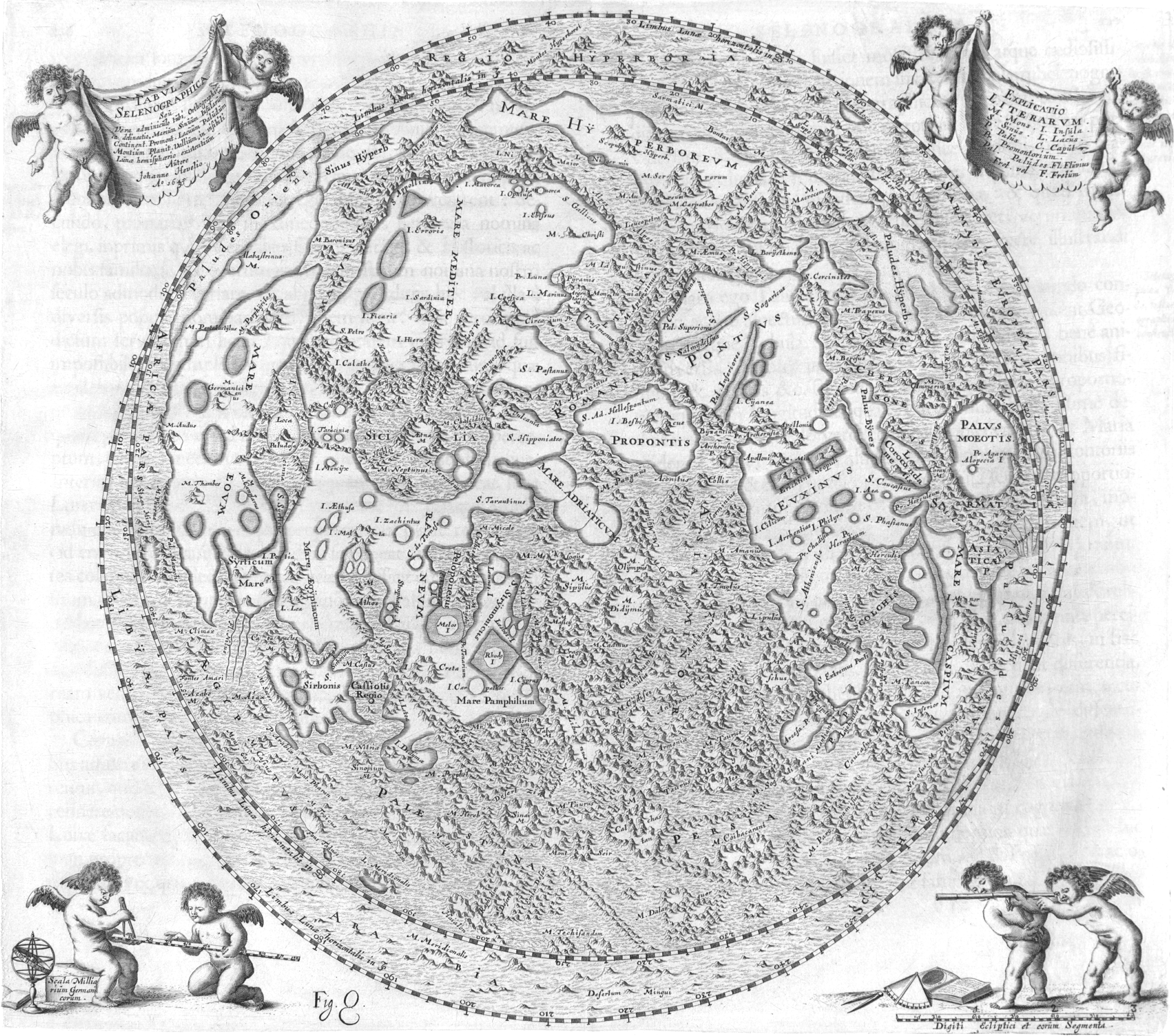
خريطة القمر ليوهانيس هيفيليوس (1647)

عُثر على أقدم رسم توضيحي معروف للقمر في إيرلندا داخل قبر نوث الذي يعود للعصر الحجري الحديث. حُدّد عمر القبر باستخدام الكربون المشع بحوالي 3330-2790 قبل الميلاد. أعد ليوناردو دا فينشي مع شروحات إضافية بعض الرسومات التخطيطية للقمر في عام 1500 م. في أواخر القرن السادس عشر رسم ويليام جيلبرت مخططًا للقمر سمّى فيه عشرة معالم ونُشر بعد وفاته. بعد اختراع التلسكوب وضع كل من توماس هاريوت عام 1609 وغاليليو غاليلي 1609 وتشارلز شينر عام 1614 رسومات للقمر.
وضع ميشيل فلوران فان لانجرين في عام 1645 أولى المسميات الهامة للمعالم السطحية للقمر بالاعتماد على المراقبة التلسكوبية ويعتبر أول عمل تُرسم فيه خرائط حقيقية للقمر لأنه وضع حدود لمختلف المناطق الداكنة والفوهات والسلاسل الجبلية. الكثير من مسمياته ذات طابع كاثوليكي إذ سمّى الفوهات على أسماء الملوك الكاثوليك والرؤوس والنتوءات على أسماء القديسين الكاثوليك. سُمّيت المناطق الداكنة من القمر مثل البحار والمحيطات الأرضية باللاتيني. أما الفوهات الثانوية فكانت على أسماء علماء الفلك والرياضيات وغيرهم من العلماء المشهورين.
قدم جوهانس هيفيليوس في عام 1647 عمله المنافس سيلينوغرافيا والذي يعتبر أول أطلس للقمر. رفض هيفيليوس تسميات فان لانغرين وسمى التضاريس القمرية وفقًا لخصائصها بطريقة تتطابق فيها مع أسماء المواقع الجغرافية خاصةً وأنها مقتبسة من الحضارات الرومانية واليونانية القديمة. أثر هذا العمل بشكل إيجابي على الفلكيين الأوروبيين المعاصرين له وتُعد السيلوغرافيا المرجع المعياري المعتمد في دراسة جغرافيا القمر منذ أكثر من قرن.
ألّف غيامباتيستا ريتشيولي وهو كاهن وباحث كاثوليكي عاش في شمال إيطاليا المخطط الحالي للتسمية القمرية اللاتينية. نُشر كتابه باسم الماغستوم نوفوم عام 1651 للدفاع عن وجهات نظر النهضة الكاثوليكية المعاكسة. وجادل بشكل خاص ضد وجهات النظر التي تبناها غاليليو وكوبرنيكوس من أن الشمس هي مركز الكون وكل شيء يدور حولها في مدارات دائرية تمامًا. احتوى الكتاب على مرجع علمي قائم على المعرفة المعاصرة واستخدمه المعلمون اليسوعيون المعاصرون على نطاق واسع. ومهما يكن فإن العامل المهم في العمل الموثوق حاليًا هو نظام تسمياته القمرية.
رُسمت الصور والأشكال التوضيحية القمرية في كتاب الماغستوم نوفوم من قبل زميل يسوعي يدعى فرانشيسكو جريمالدي إس. اعتمدت التسمية على القسم الفرعي من سطح القمر المرئي والتي تكونت من ثُمانيات مكتوبة بالأرقام اللاتينية من الأول إلى الثامن. يشير الثماني الأول إلى القسم الشمالي الغربي ثم تتابع الثمانيات باتجاه عقارب الساعة بالتوافق مع اتجاه البوصلة. وهكذا يكون الثماني السادس في الجنوب ويشمل فوهتي كلافيوس وتايكو.
للتسمية اللاتينية مكونان: الأول يسمي المعالم الواسعة للمناطق الفاتحة والداكنة من القمر والثاني يسمي الفوهات. ألّف ريتشيولي الأسماء الجغرافية القمرية المستمدة من أسماء الحالات المختلفة مثل الظروف المناخية على الأرض والتي كانت أسبابها منسوبة تاريخياً إلى القمر. وهكذا نجد بحر الشدائد (Mare Crisium) والصفاء (Mare Serenitatis) ، والخصوبة (Mare Fecunditatis). بالإضافة إلى مياه الأمطار (Mare Imbrium) والسحب (Mare Nubium) والبرد (Mare Frigoris). سُميت الخصائص الطبوغرافية بين المناطق الداكنة بأسماء مختلفة ولكنها تعاكس الأسماء الجغرافية لها. ولهذا نجد أراضي العقم (Terra Sterilitatis) والحرارة (Terra Caloris) والحياة (Terra Vitae). ومع ذلك  اُستبدلت أسماء هذه المرتفعات في الخرائط اللاحقة.
سُميت العديد من الفوهات بشكل موضوعي وفقًا للثماني الذي توجد فيه. سُميت الفوهات الحفر في الثمانيات 1 و2 و3 بناءً على أسماء اليونان القديمة مثل أفلاطون وأطلس وأرخميدس. وفي الوسط سُميت الفوهات في الثمانيات 4 و5 و6 بناءً على أسماء الإمبراطورية الرومانية القديمة مثل يوليوس قيصر وتاسيتوس وتارونتيوس. وفي النصف الجنوبي من الخرائط القمرية سُميت الفوهات على شرف أسماء العلماء والكتاب والفلاسفة في العصور الوسطى لأوروبا والمناطق العربية. سُميت الحدود الخارجية من الثمانيات 5 و6 و7 وكامل الثماني 9 على شرف المعاصرين للعالم غيامباتيستا ريتشيولي. وسميت معالم الثماني 9 على شرف كوبرنيكوس وكيبلر وجاليليو.